# Solidus

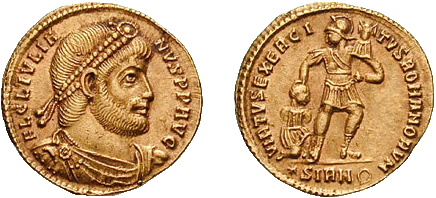
Solidus Juliana, 361

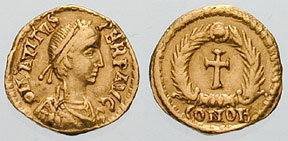
Tremissis, třetina solidu západořímského císaře Avita, 456

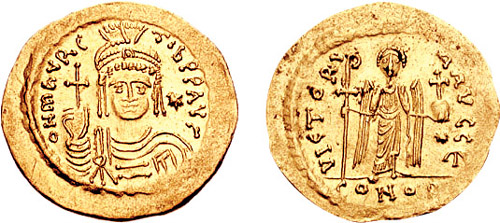
Solidus východořímského císaře Maurikia, 582–602

Solidus (latinský výraz solidní) byla zlatá mince užívaná Římany. Její užívání se udrželo až do pozdní antiky a raného středověku, kdy byla nahrazena měnou hyperpyron. Od 4. až do 11. století byl zachován nezměněný obsah zlata v minci, což je nejdelší doba v historii. Ovlivněna solidem byla i ražba obdobných arabských či evropských mincí.

## Historie

### Starověký Řím a Byzanc
Solidus jako měna byl poprvé užit za vlády římského císaře Diocletiana roku 301 a představoval šedesátinu římské libry čistého zlata (tedy 5,3 gramu) a hodnotu 1000 denariů. Diocletianův solidus byl vydán pouze v malém množství a tak jeho zavedení mělo na římskou ekonomiku minimální dopad. Později byl znovu zaveden Konstantinem Velikým roku 312 a nahradil zlatý aureus coby císařskou zlatou minci. Nový solidus představoval dvaasedmdesátinu římské libry čistého zlata a každá mince vážila 24 řecko-římských karátů, tedy asi 4,5 gramů zlata. V té době již měl hodnotu 275 000 denariů, které neustále snižovaly svou hodnotu.
Solidus byl udržován v oběhu prakticky v nezměněné formě až do 10. století, ačkoliv v řeckojazyčném světě a později i v byzantské ekonomice byl znám jako nomisma (pl. nomismata). Kdykoliv byla mince přijata do státní pokladny, byla roztavena a znovu vyražena. Tím se zajišťovala pravidelnost váhy oběhových solidů a díky tomu neměla mince sklony k dlouhému oběhu a opotřebování se.
Ražení zlatých mincí – stejně jako získávání základního materiálu – neprobíhalo pořád na stejném místě. Kvůli nárokům na výrobu těchto mincí musely být daně placeny ve zlatě a ražba mincí tak probíhala poblíž císaře a jeho dvora; například solidy se roku 353 razily v Miláně a po roce 402 v Ravenně – tedy tehdejších sídelních městech římských císařů.
Ačkoliv obchodníci za Byzance měli zakázáno užívat solidus pro obchod mimo území říše, přesto se těmito mincemi platilo i při obchodech mimo Byzanc a solidus se záhy stal žádaným platidlem v arabských zemích. Od té doby již císařové v solidech nevybírali daně, čímž mince nebyly přetavovány a měkké čisté zlato těchto mincí se brzy stalo opotřebované. Koncem 7. století začal chalífa Abd al-Malik razit arabské obdoby byzantských solidů – zlaté dináry, ražené ze zlata získávaného na horním Nilu. Dináry vážily pouze 20 řecko-římských karátů, nicméně opotřebovaným solidům, které byly v té době v oběhu, se plně vyrovnaly. V arabských zemích tak tyto dvě mince byly v oběhu společně.
Vyjma zvláštních případů již v 7. století není zaznamenána ražba a oběh solidů. Solidy byly širší a tenčí než římské aureje, s výjimkou některých exemplářů nižší kvality pocházející z byzantského období. Solidus se dělil na semissis (půl-solidy) a tremissis (třetiny solidů).

## Užití v dalších zemích

### Franská říše
V Marseille a Provenci pokračovala ražba solidů až do 7. století, častěji než celý solidus byl ražen triens (nebo tremissis), třetina solidu. Dosti dlouho Frankové respektovali nárok Byzance na výhradní umístění císařova jména a podoby na minci. Poprvé solidy se svým jménem razil Theudebert I. kolem roku 538, jména císařů se však na franckých ražbách vyskytovala až po Herakleia (610–641). Kolem roku 575 se začalo razit z libry zlata 84 solidů místo 72, změna byla na mincích vyznačena. V období od roku 590 do šedesátých let 7. století poklesl obsah zlata v mincích na minimum, prakticky se přešlo na stříbrné peníze, nazývané denáry (denarii). Podle některých autorů probíhal pokles obsahu zlata v mincích postupně a plánovitě a souvisel s relativním dostatkem stříbra oproti zlatu.

### Středověká Evropa
Ve středověké Evropě byla v oběhu stříbrná mince, zvaná denarius. Jednotka složená ze 12 denariů se poté rovnala 1 solidu. Různé varianty slova solidus dali v různých jazycích jméno mnoha pozdějším měnám.

### Francie
Ve Francii byl od solidu odvozen název malé mince sou, který měl hodnotu 12 denierů. V současné francouzštině se výraz sou užívá pro drobnou minci malé hodnoty (v kanadské francouzštině se jedná o slangový výraz pro kanadský cent).

### Itálie
V Itálii se od slova solidus odvodil výraz soldo (pl. soldi). V současném užití výraz soldi znamená italsky peníze.

### Španělsko a Peru
Ve španělštině se od slova solidus odvodil výraz sueldo (na Filipínách často pozměněno na suweldo). Následně od suelda se v Peru odvodil peníz sol (formálně sol de oro – zlatý solidus). V současné španělštině ovšem výraz sol znamená slunce (z latinského sol), etymologie názvu této měny je tak tudíž často zmatena.

### Velká Británie
Až do přechodu Velké Británie na desítkovou soustavu v roce 1971 se zkratka s, odvozená od solida, užívala pro označení šilinku, stejně tak d (denarius) pro penci a £ (římská libra) pro libru, z čehož se později vyvinula zkratka £sd.